# Glory Glory Man United
"Glory Glory Man United" là một ca khúc do trưởng nhóm câu lạc bộ những người hâm mộ Manchester United thực hiện và được phát hành trước trận chung kết Cúp FA 1983. Bài hát được xướng lên bởi những người hâm mộ và dựa trên một phần giai điệu của "The Battle Hymn of the Republic" (một bài hát nổi tiếng trong cuộc nội chiến ở Hoa Kỳ giữa thế kỷ 19). "Glory Glory Man United" hiện nay đã trở thành bài hát được biết đến rộng rãi nhất và "nghiễm nhiên" trở thành bài hát truyền thống và khẩu hiệu ca ngợi United trong cộng đồng những người hâm mộ đội bóng trên toàn thế giới. Bài hát được viết bởi Frank Renshaw, một thành viên của Herman's Hermits trong những năm 70–80. Nó được thu âm tại phòng thu Strawberry tại Stockport với người hâm mộ, một vài người bạn của Renshaw và con trai ông.

## Lịch sử
Những người hâm mộ Manchester United đã hát ca khúc này từ đầu những năm 80, và trong những năm 90 nó trở nên phổ biến rộng rãi với những người hâm mộ các đội đối địch, họ đã thay đổi lời và tên bài hát thành "Man United là đứa quái quỷ nào" khi đội bóng thi đấu. Trong khi đó, cổ động viên của Manchester United lại dùng chính những lời bài hát chế giễu đó kết hợp với bài hát gốc để làm những động tác mỉa mai đối thủ mỗi khi United ghi bàn hay giành chiến thắng.
Ca khúc đầu tiên sử dụng giai điệu giống với bài này là "Glory Glory Tottenham Hotspur" được cho là đã ra đời vào những năm 60. Phần lời bài hát đề cập đến một số cầu thủ tiêu biểu: Billy Bremer, Don Renie, Mike Summer Bee và George Best tại đoạn mở đầu. Do không có một buổi công bố phát hành nào của nhóm thực hiện, ca khúc trở thành bài hát không chính thức của Leeds tại chung kết cúp FA.
Ngoài ra, CLB Hibernian, một CLB bóng đá của Scotland cũng sử dụng bài hát với tên "Glory Glory to the Hiber" vào khoảng những năm 70 (sau chiến thắng 7–0 của đội trước Hearts).

## Tạp chí
Glory Glory Man United cũng là tên của tạp chí áp phích chính thức của câu lạc bộ. Tạp chí hướng đến đối tượng chính là trẻ em (độ tuổi trung bình của độc giả là 13 tuổi 2 tháng). Tạp chí đối đầu với tạp chí chính thức Manchester United (nay là Inside United) vốn hướng đến người trên 16 tuổi. Tạp chí được ấn bản lần đầu tiên vào năm 1994, phát hành 4 tuần một số – 13 số một năm.